# الکس دوبره
الکس دوبره (انگلیسی: Alex Dobre؛ زادهٔ ۳۰ اوت ۱۹۹۸) بازیکن فوتبال اهل رومانی است.
از باشگاه‌هایی که در آن بازی کرده‌است می‌توان به باشگاه فوتبال ویگان اتلتیک، باشگاه فوتبال بری، باشگاه فوتبال ای‌اف‌سی بورنموث، باشگاه فوتبال دیژون، باشگاه فوتبال یئوویل تاون، و باشگاه فوتبال روچدیل اشاره کرد.